# Maszlenyica

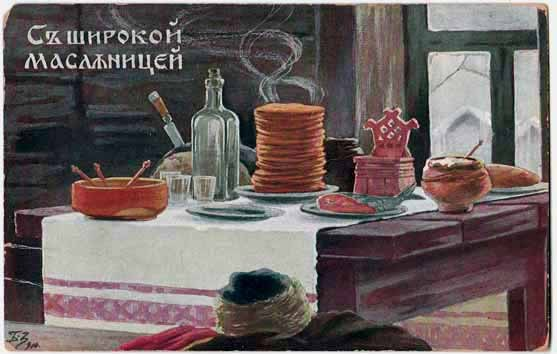
Üdvözlőlap a maszlenyica alkalmából a 20. század elejéről

A maszlenyica (oroszul Масленица, ukránul Масниця, belaruszul Масьленіца) a farsanghoz, illetve a karneválhoz hasonló egyhetes ünnep Oroszországban és a többi pravoszláv kultúrájú országban. A maszlenyica mozgóünnep; az ortodox húsvétot megelőző hathetes nagyböjt előtti héten ünneplik.

## Ünnepi ételek
A pravoszláv hagyományok szerint a nagyböjt előtti utolsó héten már tilos a hús fogyasztása, de a tejtermékek és a tojás (amelyek a böjt alatt szintén tilosak) még megengedettek. Ennek megfelelően a maszlenyica hagyományos étele a blini (palacsinta), amit szokás szerint vajjal, kaviárral, gombával, lekvárral vagy tejföllel fogyasztanak. Az ünnepi héten nagy számú palacsinta készül, és szokás szerint az elsőként kisült palacsinták a rászorulóknak jutnak.

## Az ünnepi hét lefolyása

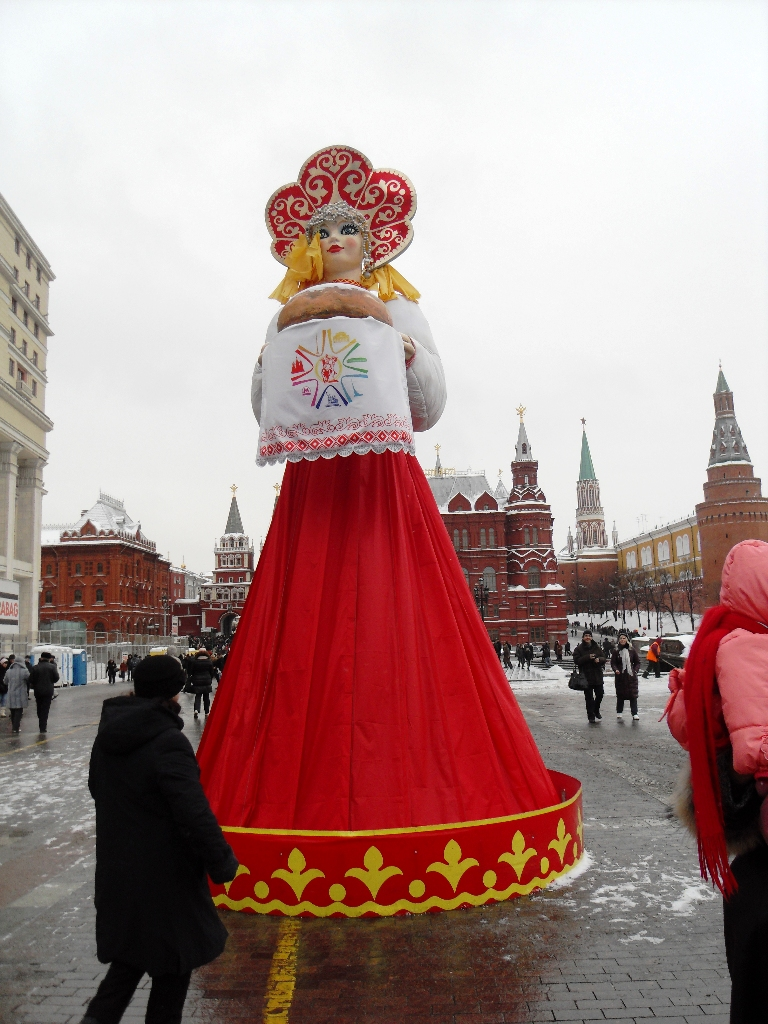
Maszlenyica-bábu Moszkvában

Az ünnepi hét hagyományosan két részre oszlik, a szűk és a széles maszlenyicára (Узкая Масленица и Широкая Масленица). A hét szűk részében (hétfőtől szerdáig) megengedett a munkavégzés, míg csütörtöktől vasárnapig tradicionálisan tilos a munkavégzés.
A hét egyes napjaihoz a szokások szerint specifikus tevékenységek kapcsolódnak, és a hét napjai ezeknek megfelelő neveket kapnak:
A hétfő a találkozás (встреча) napja. Ezen a napon szokás maszlenyica-bábut (seprűből készített női figurát) szerkeszteni.
A kedd a játszadozás (заигрыши) napja. Hagyományos szórakozás a szánkózás, és tradicionálisan megengedett, hogy a férfiak megcsókolják a nőket. A szokások közé tartozik a betlehemezéshez hasonló, házról házra járó énekes előadás is.
A szerda a nyalánkság (лакомка) napja. A hagyomány szerint ezen a napon az anyósok bőséges lakomát rendeznek a vejeik és egyéb vendégeik számára.
A csütörtök a móka, a mulatság (разгул) napja. Ezen a napon a férfiak hagyományosan ökölvívásban mérik össze az erejüket.
Pénteken van az anyós-est (тёщины вечёрки). Ezen az estén a vők látják vendégül az anyósokat.
A szombat a sógórnők összejövetelének (золовкины посиделки) napja.

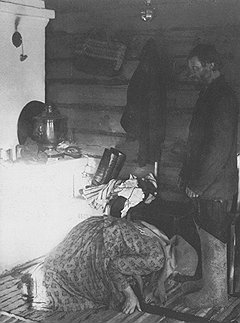
A megbocsájtás napja egy kora 20. századi fényképfelvételen

A vasárnap a megbocsájtás napja (прощеное воскресенье), ami már a böjtre való felkészülés jegyében telik. Ezen a napon az emberek hagyományosan meghajolva kérnek bocsánatot egymástól a vétkeikért, amire a tradicionális válasz az, hogy „Isten megbocsát” (Бог простит). A megmaradt ételeket elfogyasztják, végezetül pedig rozskenyeret és sót esznek. A nap végén elégetik a hétfőn készített maszlenyica-bábut.
A maszlenyicát követő hétfő neve tiszta hétfő (чистый понедельник). Ezen a napon kezdődik a pravoszláv nagyböjt, amely negyvenkét napig, hat hétig tart.

## Elnevezés
Az ünnep neve a масло (vaj, olaj) szóból ered, ami az ünnepi palacsintákkal fogyasztott vajra utal.

## Az ünnep időpontja
A maszlenyica mozgó ünnep. Az ortodox húsvétot megelőző nyolcadik héten tartják. Mivel az ortodox húsvét időpontja lényegesen eltérhet a nyugati keresztény húsvététől, a maszlenyica általában nem esik egybe a karnevállal, a farsang utolsó hetével.